# Б'єрн Отто
Б'єрн Отто  (нім. Björn Otto; нар. 16 жовтня 1977) — німецький легкоатлет, олімпійський медаліст.

## Виступи на Олімпіадах
| Олімпіада   | Дисципліна         | Місце |
| ----------- | ------------------ | ----- |
| Лондон 2012 | стрибки з жердиною | 2     |

## Зовнішні посилання
- Досьє на sport.references.com [Архівовано 14 грудня 2012 у Wayback Machine.]